# الإسلام في بوتان
الإسلام في بوتان وفقًا لكتاب حقائق العالم يشكل المسلمون أقل من 1% في بوتان. بحسب تقرير لمركز بيو للأبحاث في 2009 فإن عدد المسلمين 7,000 شخص.